# 4933 Tylerlinder
4933 Tylerlinder eller 1984 EN1 är en asteroid i huvudbältet som upptäcktes den 2 mars 1984 av den belgiske astronomen Henri Debehogne vid La Silla-observatoriet. Den är uppkallad efter Tyler Linder.
Asteroiden har en diameter på ungefär 5 kilometer.